# Richard Price (anthropologue)
Pour les articles homonymes, voir Richard Price (homonymie) et Price.
Richard Price (né le 30 novembre 1941 à New York) est un anthropologue et historien américain, connu pour ses travaux sur l'aire caraïbéenne et ses expériences ethnographiques.

## Carrière
Price a été scolarisé à la Fieldston School dans le Bronx. Il est titulaire d'un master et d'un doctorat de l'université d'Harvard (1963, 1970), consacrés à ses recherches de terrain au Pérou, en Martinique, au Mexique et au Suriname.
En 1974, Richard Price fonde le département d'anthropologie de l'université Johns-Hopkins, puis enseigne à Paris à partir de 1986.
Depuis les années 1990, il est un ardent défenseur des droits des Saramaca.

## Principaux travaux
Les travaux initiaux de Price sont influencés par ses professeurs Clyde Kluckhohn, Evon Z. Vogt, Sidney W. Mintz, notamment son approche des communautés noir-marrons (des esclaves en fuite) à travers les Amériques.
Il parvient par exemple à démontrer que des peuples jusqu'alors considérés comme « sans histoire » (comme les populations Saramaca, possédaient en réalité une conscience historique enracinée et significative. Il a en cela influencé de nombreux anthropologues après lui.
Ses ouvrages lui ont valu de nombreux prix et récompenses.
Plusieurs de ses livres ont été écrits en collaboration avec la critique d'art et anthropologue Sally Price (en) (1943-), notamment une édition critique consacrée au récit de Jean-Gabriel Stedman (1744-1797).

## Écrits traduits en français
- Richard Price (trad. de l'anglais), Les premiers temps. La conception de l'histoire des Marrons saramaka, Seuil, 1994, 279 p.
- Richard Price et Sally Price (trad. de l'anglais), Les Marrons, Paris, Vents d'ailleurs, 2003
- Richard Price et Sally Price (trad. de l'anglais), Les Arts de Marrons, Paris, Vents d'ailleurs, 2005
- Richard Price et Sally Price (trad. de l'anglais), Romare Bearden: Une dimension caribéenne, Paris, Vents d'ailleurs, 2006
- Richard Price (trad. de l'anglais), Voyages avec Tooy, Paris, Vents d'ailleurs, 2010, 508 p.
- Richard Price et Sally Price (trad. de l'anglais), Deux soirées de contes saramaka, Paris, Vents d'ailleurs, 2016, 311 p.
- Richard Price (trad. de l'anglais), Peuple Saramaka contre État du Suriname : combat pour la forêt et les droits de l'homme, Marseille/Paris, Karthala, 2012, 287 p. (ISBN 978-2-8111-0646-1, présentation en ligne)